# Vishetslärarna
Vishetslärarna är en novellsamling av Ivar Lo-Johansson utgiven 1972.
Boken är en fristående del i Passionssviten och består av fjorton noveller med vishet som gemensamt tema. Flera av berättelserna utspelar sig i historisk miljö och bland personerna som skildras återfinns bland andra Jesus, Diogenes, Ansgar och Gandhi.

## Innehåll
- Kung Salomo och Drottningen av Saba
- Den passionerade fiskaren
- Diogenes i vinfatet
- Ansgars resa till Sverige
- Rättegången mot Gandhi
- Furst Krapotkin och bonden
- Sorgen över Gagarin
- Odalbonden
- De två tidningsredaktörerna
- En levande hund är bättre än ett dött lejon
- Småskollärarinnan i Lustigkulla skola
- Visdomens brunn
- Läkaren och döden
- Framtidens kärlek